# 成田壽一郎
成田壽一郎（なりた じゅいちろう、1921年（大正10年）5月6日 - 2001年（平成13年）4月15日）は秋田県能代市出身の木工家、著述家、教育者。

## 来歴
秋田県立能代工業学校木材工芸科を卒業後、海軍省艦政本部に就職。その後東京高等工芸学校卒業ののち、日本楽器に就職。大日本帝国陸軍航空技術予備役少尉。
軍隊からの復員を果たした後、故郷へ戻り1953年（昭和28年）3月まで秋田県立能代工業高等学校木材工芸科教師を努める。1958年（昭和33年）4月より千葉大学工業短期大学部木材工芸科講師に就任した。その後1978年（昭和53年）に千葉大学建築工学科講師を経て、1985年（昭和60年）2月14日工学博士を取得し、教授に昇格。
1987年（昭和62年）3月、千葉大学を退官した。
木工芸教育者として後進の指導にあたるとともに、戦後の復興期にヨーロッパ・米国の木工機械、技術の導入に尽力。家具業界の発展に貢献した。
1978年（昭和53年）より古代木工技法の研究に取り組み、「日本古代の木材加工技法と工具の実験的研究」で東京大学生産技術研究所村松貞次郎教授より工学博士の学位記を受けた。
千葉大学退官後は同年4月より名古屋の大同工業大学で教職につき、木工・木造建築の技術教育に尽力、地元木工機械業界の発展に尽くした。

## 海外との交流
- 欧州視察（デンマーク、西ドイツ、オランダ、スイス、イタリア、フランス）昭和36年5月3日～6月17日

日本輸出家具工業協組の顧問として、欧州の木工事情を視察する。西ドイツに30日滞在し、西ドイツの木工機械が日本の家具生産に適しているか否かを調査する。
- 米国木工機械展と家具事情視察　昭和38年4月28日～5月24日

ノースカロライナ州で行なわれた全米木工機械展の見学と、全米各地の家具事情の視察に専門家として派遣された。

## 著書
- 木工刃物の研削技術　　　1969　昭和44年10月20日　日本木工新聞
- 木材工芸用語辞典　　　1976　昭和51年7月15日　理工学社
- 木工機械の沿革　　　　　1976 昭和51年8月20日　　日本木工機械新聞社
- 日本の木・世界の木　　　1984　昭和59年9月10日　　日本木工新聞
- 木の匠（木工の技術史）　1984　昭和59年8月30日　　鹿島出版会
- 木工の手工具　　　1988　昭和63年11月20日　　理工学社 （橋本喜代太/ 原著　成田寿一郎/ 編著）
- 木工の基本工作　　1989　平成1年4月30日　　 理工学社（橋本喜代太/ 原著　成田寿一郎/ 編著）
- 木工の接合工作　　1989  平成1年7月30日　　　理工学社（橋本喜代太/ 原著　成田寿一郎/ 編著）
- OD日本木工技術史の研究　　1990　平成2年2月28日　　法政大学出版局
- 木工加工機械産業史　　　1993　平成5年8月20日　　ウッドミック
- 木工指物　　　　1995　平成7年7月30日　　理工学社 木工諸職双書
- 彫物・刳物　　　1996　平成7年4月5日　　 理工学社 木工諸職双書
- 木工挽物　　　　1996　平成8年11月15日　 理工学社 木工諸職双書
- 曲物・箍物　　　1996　平成8年12月1日　　理工学社 木工諸職双書
- 岩谷堂箪笥　　　1997  平成9年10月　　　 理工学社